# Noah Hartmann
Noah Hartmann (3 september 2005) is een Belgisch voetballer die sinds 2024 onder contract ligt bij Lierse SK.

## Clubcarrière
Hartmann maakte in mei 2024 de overstap van de beloftenploeg van RWDM naar Lierse SK. Op 21 september 2024 maakte hij zijn profdebuut: op de vijfde competitiespeeldag liet trainer Christophe Grégoire hem in de 88e minuut invallen voor Glenn Claes.

## Clubstatistieken
| Seizoen         | Club            | Land            | Competitie      | Competitie | Competitie | Beker | Beker | Supercup | Supercup | Europees | Europees | Totaal | Totaal |
| Seizoen         | Club            | Land            | Competitie      | Wed.       | Dlp.       | Wed.  | Dlp.  | Wed.     | Dlp.     | Wed.     | Dlp.     | Wed.   | Dlp.   |
| --------------- | --------------- | --------------- | --------------- | ---------- | ---------- | ----- | ----- | -------- | -------- | -------- | -------- | ------ | ------ |
| 2024/25         | Lierse SK       | Vlag van België | Eerste klasse B | 1          | 0          | 0     | 0     | —        | —        | —        | —        | 1      | 0      |
| Carrière totaal | Carrière totaal | Carrière totaal | Carrière totaal | 1          | 0          | 0     | 0     | 0        | 0        | 0        | 0        | 1      | 0      |

Bijgewerkt op 24 september 2024.
1 Teunckens ·
2 De Schrijver ·
3 Marijnissen ·
5 Laes ·
6 Swinnen ·
8 Van Acker ·
9 S. Limbombe ·
10 De Schryver ·
11 Liongola ·
12 De Smet ·
13 Teunen ·
14 Maes ·
16 Maesen ·
19 Kieboom ·
20 Vanderhallen ·
23 Boone ·
36 Leyssens ·
42 Sampers ·
64 Vanuffelen ·
70 El Touile ·
77 Masaki ·
Naessens ·
Hendrickx ·
Coach: Van Imschoot
· Assistent-coach: Van Kerckhoven